# General Pacheco
General Pacheco è un comune dell'Argentina, situato nella provincia di Buenos Aires.

## Monumenti e luoghi d'interesse
- Castello di General Pacheco, storica residenza eretta nel 1882